# Hiroaki Morishima
Hiroaki Morishima (森島寛晃?, Morishima Hiroaki; Hiroshima, 30 aprile 1972) è un ex calciatore giapponese, di ruolo centrocampista.

## Carriera

### Cerezo Osaka
Morishima, ottenuto il diploma, dopo in liceo inizia a dedicarsi al calcio, periodo in cui in Giappone non era ancora al livello professionistico, entrando nella squadra della Yanmar Diesel, ma quando il calcio diventerà una disciplina sportiva professionistica, la squadra cambierà nome in Cerezo Osaka e vinta la Japan Football League Morishima e la sua squadra otterranno la promozione nella J1 League, la prima divisione del calcio giapponese. La sua prima rete nel campionato della massima divisione la segnerà il 25 marzo 1995 con il gol del 1-0 che permetterà alla sua squadra di battere lo Shimizu S-Pulse, sarà autore del gol del 3-2 battendo il Gamba Osaka e della rete del 3-1 prevalendo sull'Urawa Red Diamonds, segnerà per la prima volta una doppietta nella partita contro il Kashima Antlers pareggiando per 2-2, arrivando ai rigori dove vincerà il Cerezo Osaka, proprio Morishima segnerà dal dischetto il gol del 6-5. Il 3 luglio 1996 segnerà un'altra doppietta battendo per 8-1 nella Coppa del Giappone. Nell'edizione 1997 del campionato giapponese segnerà dieci reti, tra cui quella del 3-2 battendo il Nagoya Grampus, e una doppietta nella partita contro il Kashiwa Reysol che finirà per 2-2 e che il Cerezo Osaka vincerà per 5-4 ai rigori. Nell'edizione successiva, quella del 1998, con un record personale, farà ben diciotto reti, segnando in varie vittorie come quelle per 2-1 contro il Gamba Osaka e l'Urawa Red Diamonds, o battendo per 3-1 l'Avispa Fukuoka e sconfiggendo per 2-0 il Nagoya Grampus e il Sanfrecce Hiroshima, oltre a segnare una tripletta, prima battendo per 4-3 lo Yokohama F·Marinos e poi perdendo per 7-5 contro il Kashiwa Reysol. Nell'edizione 2001 della J1 League la squadra, come ultima classificata, retrocede nella seconda divisione, la J2 League, dove Morishima segnerà dodici reti in campionato in diverse vittorie come quella per 6-2 contro lo Yokohama FC, o vincendo per 2-1 contro il Sagan Tosu e lo Shonan Bellmare e sarà autore del gol del 1-0 con cui vinceranno contro l'Avispa Fukuoka e il Montedio Yamagata, inoltre sarà autore di una doppietta nella vittoria per 3-1 contro il Mito HollyHock. La squadra, classificandosi seconda, ottiene la promozione in prima divisione, infine il 19 agosto 2006 segnerà la sua ultima rete battendo per 2-0 lo Yokohama F·Marinos. La squadra nel 2007 retrocede nuovamente nella J2 League e le apparizioni in campo di Morishima saranno sempre più rare finché non si ritirerà dal calcio, la sua ultima partita sarà contro l'Ehime FC, nell'ultima giornata di campionato, il 6 dicembre 2008 vincendo per 2-1, entrando in partita al 89º minuto.

### Nazionale
La sua prima partita con la Nazionale di calcio del Giappone è avvenuta il 3 giugno 1995 nell'amichevole persa per 2-1 contro l'Inghilterra. Sempre nello stesso anno giocherà varie amichevoli, in quella contro l'Arabia Saudita con un colpo di testa fornirà a Yutaka Akita l'assist vincente con cui quest'ultimo segnerà il gol del 2-1 aggiudicandosi la partita, segnerà la sua prima rete con la nazionale nella vittoria per 3-2 contro il Messico, inoltre con il suo gol il Giappone batterà di misura per 1-0 l'Uzbekistan.
Segnerà una tripletta battendo per 10-0 il Macao, il 25 marzo 1997 nelle qualificazioni per il Mondiale 1998 nel quale giocherà una sola partita, nella sconfitta per 1-0 contro la Croazia.
Riuscirà a laurearsi campione d'Asia vincendo l'edizione 2000 dell'Asian Cup segnando una rete aprendo le marcature nella vittoria per 8-1 contro l'Uzbekistan. Il Giappone si qualificherà 2° alla Confederations Cup 2001 giocando in tutte le partite, segnando il gol del 3-0 battendo il Canada, inoltre grazie a un suo assist Takayuki Suzuki segnerà il gol del 2-0 sconfiggendo il Camerun.
La sua ultima esperienza in nazionale avverrà nel Mondiale 2002 giocando in tutte le partite, tranne quella vinta contro la Russia per 1-0, inoltre segnerà una rete nella vittoria ai danni della Tunisia per 2-0, per la prima volta il Giappone riesce a qualificarsi per gli ottavi di finale della Coppa del Mondo, affrontando la Turchia, in quella che è stata l'ultima partita con la maglia della nazionale per Morishima che è entrato in campo al 86º minuto sostituendo Daisuke Ichikawa, perdendo per 1-0.

## Statistiche

### Presenza e reti nei club
| Stagione | Squadra       | Serie                 | Pres. | Reti |
| -------- | ------------- | --------------------- | ----- | ---- |
| 1991-92  | Yanmar Diesel | Japan Soccer League   | 6     | 1    |
| 1992     | Cerezo Osaka  | Japan Football League | 13    | 4    |
| 1993     | Cerezo Osaka  | Japan Football League | 18    | 6    |
| 1994     | Cerezo Osaka  | Japan Football League | 28    | 16   |
| 1995     | Cerezo Osaka  | J. League             | 50    | 11   |
| 1996     | Cerezo Osaka  | J. League             | 26    | 9    |
| 1997     | Cerezo Osaka  | J. League             | 21    | 10   |
| 1998     | Cerezo Osaka  | J. League             | 29    | 18   |
| 1999     | Cerezo Osaka  | J. League 1           | 30    | 12   |
| 2000     | Cerezo Osaka  | J. League 1           | 25    | 15   |
| 2001     | Cerezo Osaka  | J. League 1           | 22    | 3    |
| 2002     | Cerezo Osaka  | J. League 2           | 37    | 12   |
| 2003     | Cerezo Osaka  | J. League 1           | 28    | 4    |
| 2004     | Cerezo Osaka  | J. League 1           | 28    | 3    |
| 2005     | Cerezo Osaka  | J. League 1           | 33    | 6    |
| 2006     | Cerezo Osaka  | J. League 1           | 26    | 3    |
| 2007     | Cerezo Osaka  | J. League 2           | 5     | 0    |
| 2008     | Cerezo Osaka  | J. League 2           | 1     | 0    |

### Cronologia presenze e reti in nazionale
| Cronologia completa delle presenze e delle reti in nazionale ― Giappone | Cronologia completa delle presenze e delle reti in nazionale ― Giappone | Cronologia completa delle presenze e delle reti in nazionale ― Giappone | Cronologia completa delle presenze e delle reti in nazionale ― Giappone | Cronologia completa delle presenze e delle reti in nazionale ― Giappone | Cronologia completa delle presenze e delle reti in nazionale ― Giappone | Cronologia completa delle presenze e delle reti in nazionale ― Giappone | Cronologia completa delle presenze e delle reti in nazionale ― Giappone |
| Data                                                                    | Città                                                                   | In casa                                                                 | Risultato                                                               | Ospiti                                                                  | Competizione                                                            | Reti                                                                    | Note                                                                    |
| ----------------------------------------------------------------------- | ----------------------------------------------------------------------- | ----------------------------------------------------------------------- | ----------------------------------------------------------------------- | ----------------------------------------------------------------------- | ----------------------------------------------------------------------- | ----------------------------------------------------------------------- | ----------------------------------------------------------------------- |
| 21-5-1995                                                               | Hiroshima                                                               | Giappone                                                                | 0 – 0                                                                   | Scozia                                                                  | Amichevole                                                              | -                                                                       | 81’                                                                     |
| 20-5-1995                                                               | Tokyo                                                                   | Giappone                                                                | 3 – 0                                                                   | Ecuador                                                                 | Amichevole                                                              | -                                                                       |                                                                         |
| 3-6-1995                                                                | Londra                                                                  | Inghilterra                                                             | 2 – 1                                                                   | Giappone                                                                | Amichevole                                                              | -                                                                       | 87’                                                                     |
| 6-6-1995                                                                | Liverpool                                                               | Brasile                                                                 | 3 – 0                                                                   | Giappone                                                                | Amichevole                                                              | -                                                                       | 66’                                                                     |
| 6-8-1995                                                                | Kyoto                                                                   | Giappone                                                                | 3 – 0                                                                   | Costa Rica                                                              | Amichevole                                                              | -                                                                       | 76’                                                                     |
| 9-8-1995                                                                | Tokyo                                                                   | Giappone                                                                | 1 – 5                                                                   | Brasile                                                                 | Amichevole                                                              | -                                                                       | 72’                                                                     |
| 20-9-1995                                                               | Tokyo                                                                   | Giappone                                                                | 1 – 2                                                                   | Paraguay                                                                | Amichevole                                                              | -                                                                       | 67’                                                                     |
| 24-10-1995                                                              | Tokyo                                                                   | Giappone                                                                | 2 – 1                                                                   | Arabia Saudita                                                          | Amichevole                                                              | -                                                                       | 77’                                                                     |
| 28-10-1995                                                              | Tokyo                                                                   | Giappone                                                                | 2 – 1                                                                   | Arabia Saudita                                                          | Amichevole                                                              | -                                                                       |                                                                         |
| 10-2-1996                                                               | Wollongong                                                              | Australia                                                               | 1 – 4                                                                   | Giappone                                                                | Amichevole                                                              | -                                                                       | 81’                                                                     |
| 19-2-1996                                                               | Hong Kong                                                               | Giappone                                                                | 5 – 0                                                                   | Polonia                                                                 | Amichevole                                                              | -                                                                       | 75’                                                                     |
| 22-2-1996                                                               | Nikkō                                                                   | Giappone                                                                | 1 – 1 dts (5 – 4 dtr)                                                   | Svezia                                                                  | Amichevole                                                              | -                                                                       | 57’ 113’                                                                |
| 26-5-1996                                                               | Tokyo                                                                   | Giappone                                                                | 1 – 0                                                                   | Jugoslavia                                                              | Kirin Cup                                                               | -                                                                       | 88’                                                                     |
| 29-5-1996                                                               | Fukuoka                                                                 | Giappone                                                                | 3 – 2                                                                   | Messico                                                                 | Kirin Cup                                                               | 1                                                                       | 87’                                                                     |
| 25-8-1996                                                               | Osaka                                                                   | Giappone                                                                | 5 – 3                                                                   | Uruguay                                                                 | Amichevole                                                              | -                                                                       |                                                                         |
| 11-9-1996                                                               | Tokyo                                                                   | Giappone                                                                | 1 – 0                                                                   | Uzbekistan                                                              | Amichevole                                                              | -                                                                       |                                                                         |
| 13-10-1996                                                              | Kōbe                                                                    | Giappone                                                                | 1 – 0                                                                   | Tunisia                                                                 | Amichevole                                                              | -                                                                       |                                                                         |
| 6-12-1996                                                               | Al-Ain                                                                  | Giappone                                                                | 2 – 1                                                                   | Siria                                                                   | Coppa d'Asia 1996 - 1º turno                                            | -                                                                       | 70’                                                                     |
| 9-12-1996                                                               | Al-Ain                                                                  | Giappone                                                                | 4 – 0                                                                   | Uzbekistan                                                              | Coppa d'Asia 1996 - 1º turno                                            | -                                                                       | 73’                                                                     |
| 15-12-1996                                                              | Al-Ain                                                                  | Kuwait                                                                  | 2 – 0                                                                   | Giappone                                                                | Coppa d'Asia 1996 - Quarti di finale                                    | -                                                                       | 46’                                                                     |
| 9-2-1997                                                                | Bangkok                                                                 | Thailandia                                                              | 1 – 1                                                                   | Giappone                                                                | King's Cup 1997                                                         | -                                                                       | 78’                                                                     |
| 13-2-1997                                                               | Bangkok                                                                 | Giappone                                                                | 0 – 1                                                                   | Svezia                                                                  | King's Cup 1997                                                         | -                                                                       | 65’                                                                     |
| 15-3-1997                                                               | Bangkok                                                                 | Thailandia                                                              | 3 – 1                                                                   | Giappone                                                                | Amichevole                                                              | -                                                                       | Uscita                                                                  |
| 23-3-1997                                                               | Mascate                                                                 | Oman                                                                    | 0 – 1                                                                   | Giappone                                                                | Qual. Mondiali 1998                                                     | -                                                                       |                                                                         |
| 25-3-1997                                                               | Mascate                                                                 | Macao                                                                   | 0 – 10                                                                  | Giappone                                                                | Qual. Mondiali 1998                                                     | 3                                                                       |                                                                         |
| 27-3-1997                                                               | Mascate                                                                 | Nepal                                                                   | 0 – 6                                                                   | Giappone                                                                | Qual. Mondiali 1998                                                     | 1                                                                       |                                                                         |
| 21-5-1997                                                               | Tokyo                                                                   | Giappone                                                                | 1 – 1                                                                   | Corea del Sud                                                           | Amichevole                                                              | -                                                                       | 63’                                                                     |
| 8-6-1997                                                                | Tokyo                                                                   | Giappone                                                                | 4 – 3                                                                   | Croazia                                                                 | Kirin Cup                                                               | 1                                                                       | 78’                                                                     |
| 15-6-1997                                                               | Nagasaki                                                                | Giappone                                                                | 1 – 0                                                                   | Turchia                                                                 | Kirin Cup                                                               | 1                                                                       | 67’                                                                     |
| 22-6-1997                                                               | Tokyo                                                                   | Giappone                                                                | 10 – 0                                                                  | Macao                                                                   | Qual. Mondiali 1998                                                     | -                                                                       | 46’                                                                     |
| 25-6-1997                                                               | Tokyo                                                                   | Giappone                                                                | 3 – 0                                                                   | Nepal                                                                   | Qual. Mondiali 1998                                                     | -                                                                       | 80’                                                                     |
| 19-9-1997                                                               | Abu Dhabi                                                               | Emirati Arabi Uniti                                                     | 0 – 0                                                                   | Giappone                                                                | Qual. Mondiali 1998                                                     | -                                                                       | 67’                                                                     |
| 11-10-1997                                                              | Tashkent                                                                | Uzbekistan                                                              | 1 – 1                                                                   | Giappone                                                                | Qual. Mondiali 1998                                                     | -                                                                       | 54’                                                                     |
| 8-11-1997                                                               | Kyoto                                                                   | Giappone                                                                | 5 – 1                                                                   | Kazakistan                                                              | Qual. Mondiali 1998                                                     | -                                                                       | 83’                                                                     |
| 17-5-1998                                                               | Tokyo                                                                   | Giappone                                                                | 1 – 1                                                                   | Paraguay                                                                | Amichevole                                                              | -                                                                       | 63’                                                                     |
| 31-5-1998                                                               | Losanna                                                                 | Giappone                                                                | 1 – 2                                                                   | Messico                                                                 | Amichevole                                                              | -                                                                       | 46’                                                                     |
| 20-6-1998                                                               | Nantes                                                                  | Giappone                                                                | 0 – 1                                                                   | Croazia                                                                 | Mondiali 1998 - 1º turno                                                | -                                                                       | 79’                                                                     |
| 28-10-1998                                                              | Osaka                                                                   | Giappone                                                                | 1 – 0                                                                   | Egitto                                                                  | Amichevole                                                              | -                                                                       | 71’ 79’                                                                 |
| 26-4-2000                                                               | Seul                                                                    | Corea del Sud                                                           | 1 – 0                                                                   | Giappone                                                                | Amichevole                                                              | -                                                                       | 73’                                                                     |
| 4-6-2000                                                                | Casablanca                                                              | Giappone                                                                | 2 – 2 (2 – 4 dtr)                                                       | Francia                                                                 | Amichevole                                                              | 1                                                                       |                                                                         |
| 11-6-2000                                                               | Rifu                                                                    | Giappone                                                                | 1 – 1                                                                   | Slovacchia                                                              | Amichevole                                                              | -                                                                       |                                                                         |
| 18-6-2000                                                               | Yokohama                                                                | Giappone                                                                | 2 – 0                                                                   | Bolivia                                                                 | Amichevole                                                              | -                                                                       | 28’                                                                     |
| 16-8-2000                                                               | Hiroshima                                                               | Giappone                                                                | 3 – 1                                                                   | Emirati Arabi Uniti                                                     | Amichevole                                                              | 1                                                                       |                                                                         |
| 14-10-2000                                                              | Sidone                                                                  | Arabia Saudita                                                          | 1 – 4                                                                   | Giappone                                                                | Coppa d'Asia 2000 - 1º turno                                            | -                                                                       | 81’                                                                     |
| 17-10-2000                                                              | Sidone                                                                  | Uzbekistan                                                              | 1 – 8                                                                   | Giappone                                                                | Coppa d'Asia 2000 - 1º turno                                            | 1                                                                       | 53’                                                                     |
| 24-10-2000                                                              | Beirut                                                                  | Iraq                                                                    | 1 – 4                                                                   | Giappone                                                                | Coppa d'Asia 2000 - Quarti di finale                                    | -                                                                       | 71’                                                                     |
| 26-10-2000                                                              | Beirut                                                                  | Cina                                                                    | 2 – 3                                                                   | Giappone                                                                | Coppa d'Asia 2000 - Semifinale                                          | -                                                                       |                                                                         |
| 29-10-2000                                                              | Sidone                                                                  | Arabia Saudita                                                          | 0 – 1                                                                   | Giappone                                                                | Coppa d'Asia 2000 - Finale                                              | -                                                                       | 89’                                                                     |
| 31-5-2001                                                               | Niigata                                                                 | Giappone                                                                | 3 – 0                                                                   | Canada                                                                  | Conf. Cup 2001 - 1º turno                                               | 1                                                                       |                                                                         |
| 2-6-2001                                                                | Niigata                                                                 | Giappone                                                                | 2 – 0                                                                   | Camerun                                                                 | Conf. Cup 2001 - 1º turno                                               | -                                                                       | 61’                                                                     |
| 4-6-2001                                                                | Kashima                                                                 | Brasile                                                                 | 0 – 0                                                                   | Giappone                                                                | Conf. Cup 2001 - 1º turno                                               | -                                                                       | 46’                                                                     |
| 7-6-2001                                                                | Yokohama                                                                | Australia                                                               | 0 – 1                                                                   | Giappone                                                                | Conf. Cup 2001 - Semifinale                                             | -                                                                       | 80’                                                                     |
| 10-6-2001                                                               | Yokohama                                                                | Giappone                                                                | 0 – 1                                                                   | Francia                                                                 | Conf. Cup 2001 - Finale                                                 | -                                                                       | 89’                                                                     |
| 1-7-2001                                                                | Sapporo                                                                 | Giappone                                                                | 2 – 0                                                                   | Paraguay                                                                | Amichevole                                                              | -                                                                       | 89’                                                                     |
| 4-7-2001                                                                | Ōita                                                                    | Giappone                                                                | 1 – 0                                                                   | Jugoslavia                                                              | Amichevole                                                              | -                                                                       | 70’                                                                     |
| 15-8-2001                                                               | Fukuroi                                                                 | Giappone                                                                | 3 – 0                                                                   | Australia                                                               | Amichevole                                                              | -                                                                       | 77’                                                                     |
| 7-11-2001                                                               | Saitama                                                                 | Giappone                                                                | 1 – 1                                                                   | Italia                                                                  | Amichevole                                                              | -                                                                       | 46’                                                                     |
| 21-3-2002                                                               | Osaka                                                                   | Giappone                                                                | 1 – 0                                                                   | Ucraina                                                                 | Amichevole                                                              | -                                                                       | 56’                                                                     |
| 17-4-2002                                                               | Yokohama                                                                | Giappone                                                                | 1 – 1                                                                   | Costa Rica                                                              | Amichevole                                                              | -                                                                       | 46’                                                                     |
| 29-4-2002                                                               | Tokyo                                                                   | Giappone                                                                | 1 – 0                                                                   | Slovacchia                                                              | Amichevole                                                              | -                                                                       | 69’                                                                     |
| 2-5-2002                                                                | Kobe                                                                    | Giappone                                                                | 3 – 3                                                                   | Honduras                                                                | Amichevole                                                              | -                                                                       | 46’                                                                     |
| 25-5-2002                                                               | Tokyo                                                                   | Giappone                                                                | 1 – 1                                                                   | Svezia                                                                  | Amichevole                                                              | -                                                                       | 46’                                                                     |
| 4-6-2002                                                                | Saitama                                                                 | Giappone                                                                | 2 – 2                                                                   | Belgio                                                                  | Mondiali 2002 - 1º turno                                                | -                                                                       | 68’                                                                     |
| 14-6-2002                                                               | Osaka                                                                   | Giappone                                                                | 2 – 0                                                                   | Tunisia                                                                 | Mondiali 2002 - 1º turno                                                | 1                                                                       | 46’                                                                     |
| 18-6-2002                                                               | Sendai                                                                  | Giappone                                                                | 0 – 1                                                                   | Turchia                                                                 | Mondiali 2002 - Ottavi di finale                                        | -                                                                       | 86’                                                                     |
| Totale                                                                  |                                                                         | Presenze                                                                | 65                                                                      |                                                                         | Reti                                                                    | 12                                                                      |                                                                         |

## Palmarès

### Club
- Japan Football League: 1

Cerezo Osaka: 1994

### Nazionale
- Coppa d'Asia: 1

2000

### Individuale
- J. League Best Eleven: 2

1995, 2000